# سويوز 3

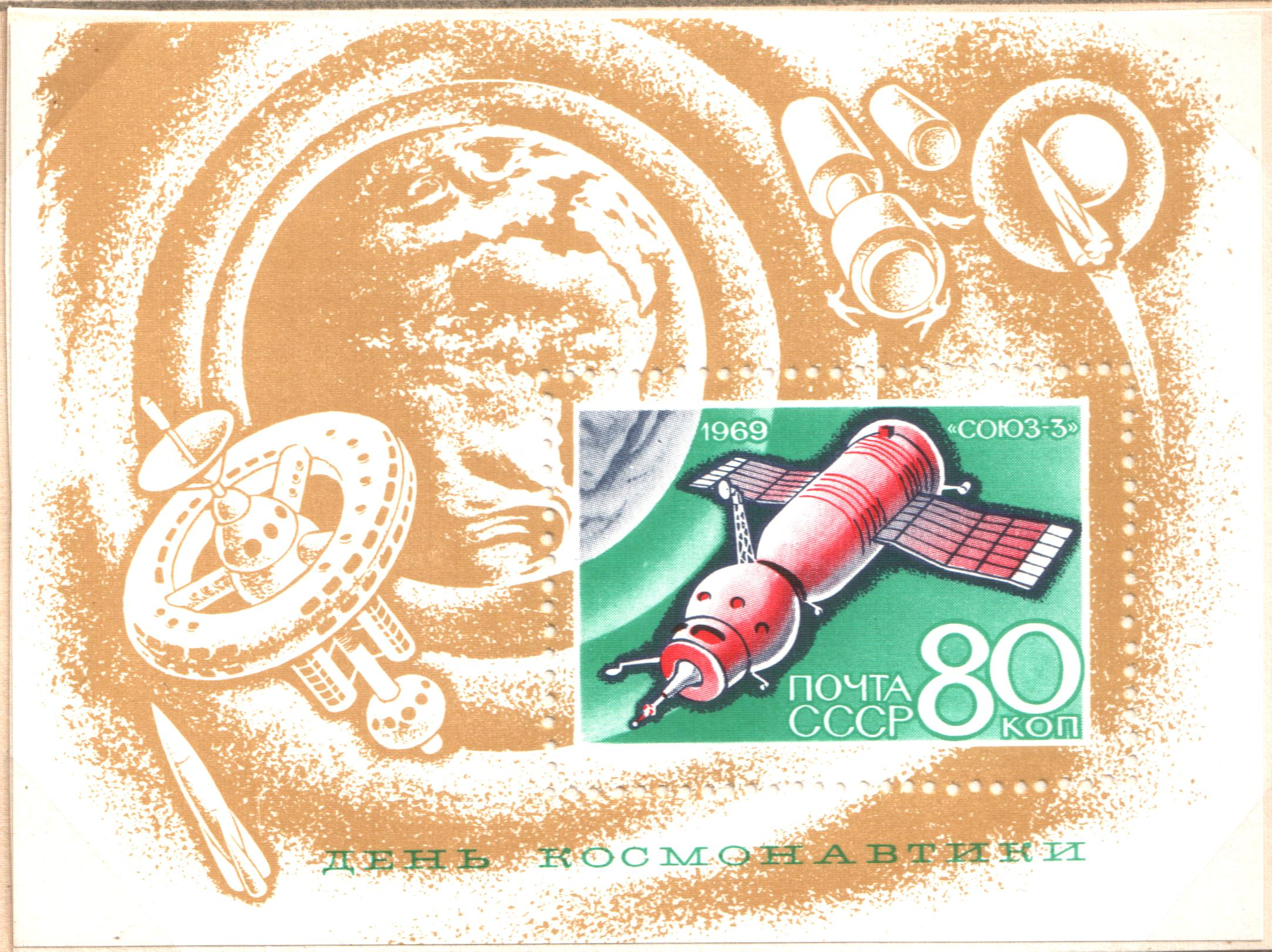
الاتحاد سويوز 1969

سويوز 3 كانت مهمةً فضائية أطلقها الاتحاد السوفيتي في 26 أكتوبر 1968. أكملت المركبة الفضائية، بقيادة رائد الفضاء جورجي بيرجوفوي، 81 دورةً حول الأرض خلال أربعة أيام. كان بيرجوفوي، البالغ من العمر 47 عامًا حينها، طيارًا مشهورًا خلال الحرب العالمية الثانية وأكبر شخص يسافر في رحلة مدارية في ذلك الوقت. حققت المهمة أول التقاء فضائي روسي مع المركبة غير المأهولة سويوز 2، لكنها فشلت في تحقيق الرسو المخطط له بين المركبتين.

## وصف المهمة
- الكتلة: 6575 كيلوجرام (14495 باوند)
- ارتفاع الحضيض: 196 كيلومتر (121.8 ميل)
- ارتفاع الأوج: 241.0 كيلومتر (149.8 ميل)
- الميل المداري: 52.66 درجة
- الفترة المدارية: 88.87 دقيقة

## نظرة عامة
حقق برنامج الفضاء السوفيتي نجاحًا كبيرًا في سنواته الأولى، ولكن بحلول منتصف ستينات القرن العشرين تباطأت وتيرة النجاح. حقق برنامج فوسخود أول رحلة فضائية بأكثر من طاقم وأول نشاط خارج المركبة (إي في إيه)، لكن البرنامج واجه مشكلات أدت إلى إنهائه بعد رحلتين فقط، ما سمح للولايات المتحدة بتجاوز الإنجازات السوفيتية خلال مشروع جمناي. كان الهدف من برنامج سويوز هو إعادة إحياء برنامج فوسخود من خلال تطوير القدرة على الالتقاء والرسو بين المركبات الفضائية في الفضاء، وتطوير الأنشطة خارج المركبة دون إجهاد رواد الفضاء، كما فعلت الولايات المتحدة خلال برنامج جمناي. كانت هذه القدرات مطلوبةً لبرنامج محطة ساليوت الفضائية. أُطلِقت سويوز 1 بهدف الرسو بمركبة سويوز 2 المأهولة، ولكن حتى قبل إطلاق المركبة الثانية، حدثت مشاكل مع سويوز 1 أدت إلى إلغاء مهمة سويوز 2 قبل هبوط سويوز 1. أنقذ هذا القرار حياة طاقم سويوز 2 المكون من ثلاثة رواد فضاء؛ توفي رائد فضاء سويوز 1، فلاديمير كوماروف، في 23 أبريل 1967، بسبب حدوث خلل في نظام المظلة. كانت سويوز 2 ستعاني من نفس المشكلة لو تم إطلاقها. نتيجةً لذلك، أعيدت مراجعة تصميم مركبة سويوز الفضائية قبل إطلاق مهمتي سويوز 2 وسويوز 3 في عام 1968.

## الرحلة الفضائية
أُطلِقت سويوز 2 في 25 أكتوبر 1968 كمركبة مستهدفة غير مأهولة لمركبة سويوز 3، التي أُطلِقت في اليوم التالي. لم يُعلن عن إطلاق سويوز 2 من قبل الحكومة السوفيتية، لكن الدول الأخرى كانت على علم بذلك من خلال أجهزة المراقبة الخاصة بها. لم تعلن الحكومة عن إطلاق المهمة رسميًا حتى انطلاق سويوز 3 بنجاح.
كان بيرجوفوي الطيار الوحيد على متن مهمة سويوز 3، بينما كان فلاديمير شاتالوف الطيار الاحتياطي الأول له، وكان بوريس فولينوف الطيار الاحتياطي الثاني. بعد دخول المركبة في مدار حول الأرض وبالقرب من سويوز 2 بعد نصف ساعة من الإطلاق، وجّه بيرجوفوي مركبته تدريجيًا ضمن نطاق الرسو (200 متر (660 قدمًا)).
مع ذلك، فشل بيرجوفوي في تحقيق الرسو. إذ لم يلاحظ أن سويوز 2 كانت مقلوبةً بالنسبة لمركبته، واستهلك الكثير من الوقود خلال محاولته.
قام بمحاولة ثانية في اليوم التالي، لكنه فشل مرة أخرى. بعد ساعات، أُعيدت سويوز 2 إلى الأرض وهبطت في الساعة 07:51 بتوقيت جرينتش في اليوم التالي. واصل بيرجوفوي الدوران حول الأرض، وقام بعمليات رصد طبوغرافية وجوية خلال اليومين التاليين. أجرى بيرجوفوي جولةً تلفزيونية حية داخل المركبة الفضائية. بالإضافة إلى ذلك، نشر السوفييت صورةً لمركبة إطلاق سويوز 3 في ميناء بايكونور الفضائي، وكانت هذه أول مرةً يُعرض فيها صاروخ آر 7 على العالم الخارجي.

## العودة
عاد بيرجوفوي على متن سويوز 3 إلى الأرض في 30 أكتوبر 1968، بعد إكمال 81 دورة كاملة حول الأرض. هبطت وحدة الهبوط بالقرب من مدينة قراغندا في كازاخستان خلال عاصفة ثلجية خففت من قوة تصادم المركبة بالأرض. على الرغم من درجات الحرارة المنخفضة تحت الصفر، كان هبوط بيرجوفوي سلسًا للغاية، إذ قال لاحقًا أنه بالكاد شعر بقوة التصادم. أشاد السوفييت بمهمة بسويوز 3 واعتُبرت مهمةً ناجحة بالكامل. تمت ترقية بيرجوفوي إلى رتبة لواء وعُين مديرًا للمركز الوطني لتدريب رواد الفضاء في ستار سيتي.

## التكتم السوفييتي
أخفت الحكومة السوفيتية حقيقة أن محاولة الالتحام لم تنجح. وصفت التقارير الإخبارية الغربية سويوز 3 على نفس منوال الصحافة السوفيتية، مشيرةً إلى «اللقاء الناجح» مع سويوز 2، لكنها وصفتها بأنها مهمة اختبارية لم تشمل رسوًا مخططًا له بين المركبتين. استمر هذا الوصف إلى حد كبير لسنوات بعد ذلك. كُشفت خطط الرسو الأصلية بعد تفكك الاتحاد السوفيتي، ما سمح للمؤرخين بإعادة تقييم «النجاح» المفترض للمهمة.

## إرث المهمة
كان لرحلة سويوز 3 آثار عديدة على استكشاف الفضاء في المستقبل على المدى القصير والطويل. بعد الاسترداد الكامل للمركبة سويوز 3، ظنّ مصممو المركبة الفضائية أنهم أتقنوا أنظمة العودة والهبوط: يعود سبب الهبوط الفاشل لقمر زوند 6 الصناعي بعد شهر واحد فقط جزئيًا إلى هذا الثقة الزائدة بالتصميم. كانت قيمة مسح الأرض من الفضاء حاسمةً في تطوير الإستراتيجية الكبرى لبرنامج سويوز: يعود التطوير اللاحق لمنصات الأبحاث الفضائية إلى البيانات الدقيقة والمطولة التي جمعها بيرجوفوي. حتى بعد فشل عملية الرسو، كان للمهمة فائدة تجريبية لبرنامج الفضاء السوفيتي: بعد كارثة سويوز 1 المحبطة، بثّت الإنجازات الحقيقية والعودة الآمنة لسويوز 3 أملًا جديدًا في البرنامج السوفييتي المتعثر. استمرت الرحلات الفضائية الجديدة بسرعة، واستُخدمت المعرفة المكتسبة من سويوز 3 في مهمات فضائية أكثر جرأةً ونجاحًا.